# 240 Vanadis
240 Vanadis (mednarodno ime je tudi 240 Vanadis) je zelo temen asteroid tipa C (po Tholenu in SMASS) v glavnem asteroidnem pasu. 

## Odkritje
Asteroid je odkril francoski astronom Alphonse Louis Nicolas Borrelly 27. avgusta 1884 v Marseillu . Poimenovan je po Freyji (ali Vanadis), boginji plodnosti iz nordijske mitologije.

## Lastnosti
Asteroid Vanadis obkroži Sonce v 4,35 letih. Njegova tirnica ima izsrednost 0,207, nagnjena pa je za 2,105° proti ekliptiki. Njegov premer je 103,90 km, okoli svoje osi se zavrti v  10,64 h .